# Dictya valleyi
Dictya valleyi är en tvåvingeart som beskrevs av Orth 1991. Dictya valleyi ingår i släktet Dictya och familjen kärrflugor. Inga underarter finns listade i Catalogue of Life.